# Barbara Esser (Politikerin)
Barbara Esser, geborene Kunz, (* 17. Februar 1902 in Marpingen; † 2. Juni 1952 in Berlin-Wittenau) war eine deutsche Politikerin (KPD).

## Leben
Barbara Esser wurde 1902 als Barbara Kunz geboren. In den 1920er-Jahren heiratete sie den hauptamtlichen KPD-Funktionär Joseph Esser, der 1930 alleine in die UdSSR übersiedelte und dort 1938 im Großen Terror ermordet wurde. In ihrer Jugend erlernte sie den Beruf der Buchbinderin. Danach lebte und arbeitete sie in Essen.
In den frühen 1920er Jahren trat Esser in die Kommunistische Partei Deutschlands (KPD) ein. Fortan engagierte sie sich vor allem in der kommunistischen Frauenbewegung. Im Januar 1929 wurde sie zur Ausbildung als Agitatorin von der Leitung des KPD-Bezirks Ruhrgebiet nach Moskau geschickt. Im September 1930 kandidierte Esser erfolgreich für den Berliner Reichstag, dem sie bis zum Juli 1932 als Abgeordnete der KPD für den Wahlkreis 17 (Westfalen-Nord) angehörte. Daneben war sie zeitweise Abgeordnete im Rheinischen Provinziallandtag. Nach der „Machtergreifung“ der Nationalsozialisten wurde Esser wegen Vorbereitung zum Hochverrat angeklagt, aber im Juni 1934 vom 4. Senat des Volksgerichtshofs „mangels Beweisen“ freigesprochen.